# غوسلار
غوسلار أو قزلارة (بالألمانية: Goslar) هي بلدة تاريخية تقع في سكسونيا السفلى في ألمانيا يبلغ عدد سكانها 50,681 وتبلغ مساحتها 163.71 كلم مربع. تتواجد في هذه المدينة مناجم راملسبيرغ للذهب والفضة وهي مصنفة ضمن مواقع التراث الثقافي العالمي في اليونسكو.
أصبحت مدينة التعدين وذُكرت لأول مرة في عام 979 بعد الميلاد، أصبحت مقرًا لاستراحة القيصر في نفس الوقت تقريبًا واستمرت في التطور إلى مدينة حتى القرن الثالث عشر. في عام 1290، اكتسبت جوسلار الإمبريالية واحتفظ بوضع مدينة إمبراطورية مستقلة في الإمبراطورية الرومانية المقدسة حتى الوساطة في عام 1802، وهو ما انعكس في شعار لمدينة. زارها 11 قيصرا، ومنهم من زارها ستة أو سبع مرات. اشتهرت باستخراج الذهب والفضة.

## صور مباني في غوسلار

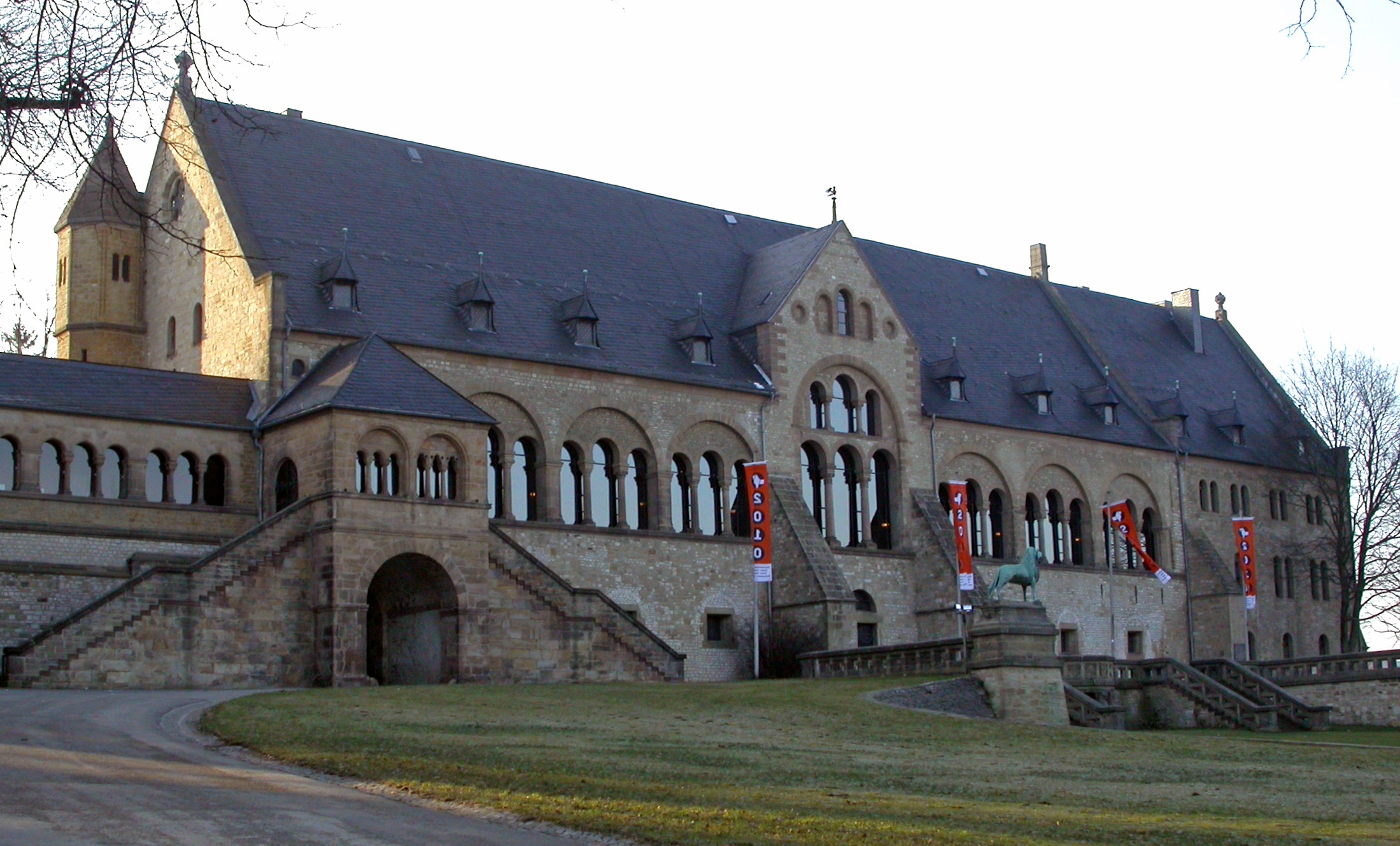
واجهة قصر Kaiserpfalz
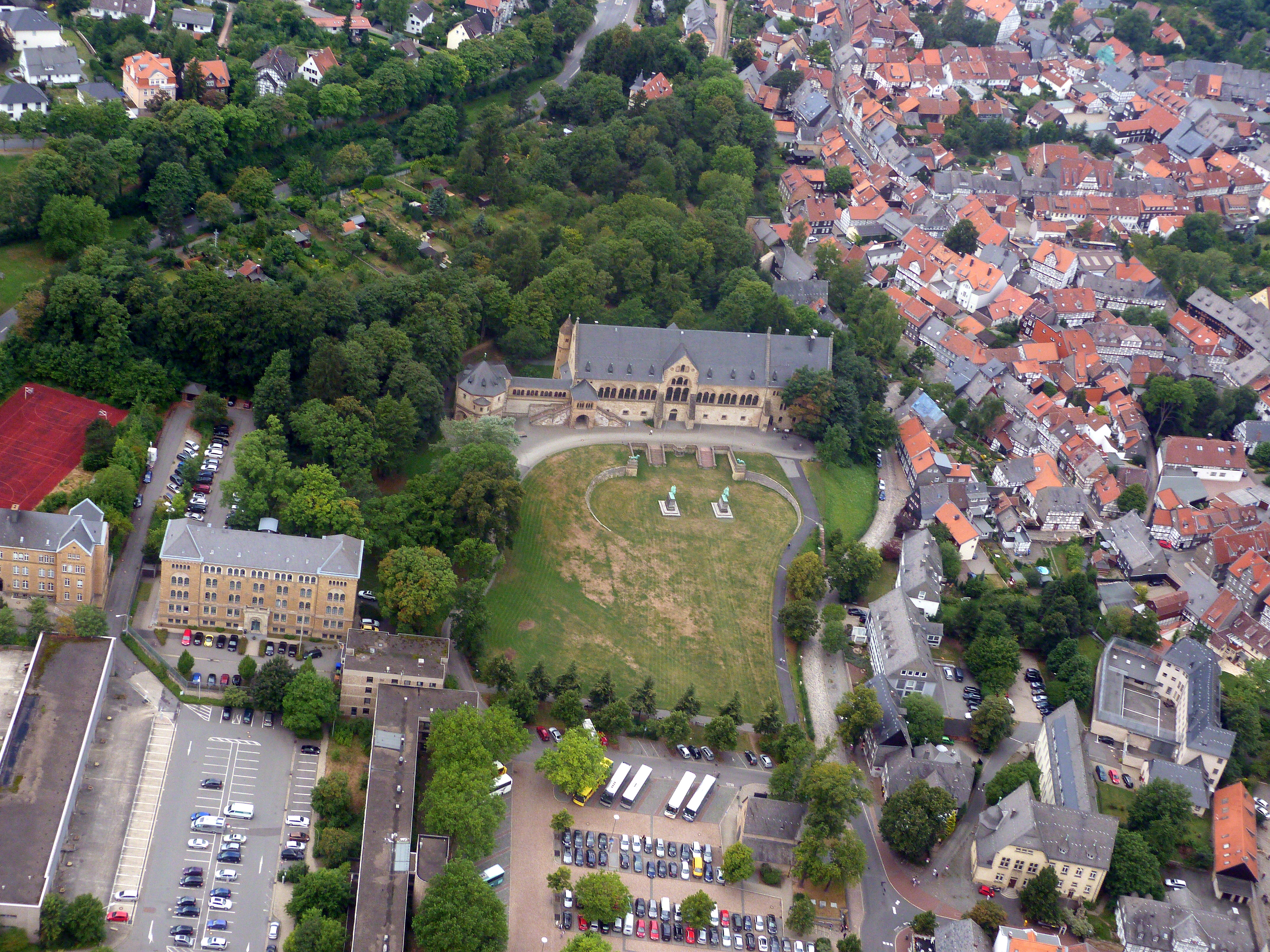
قصر كايسرفالتز من الطائرة
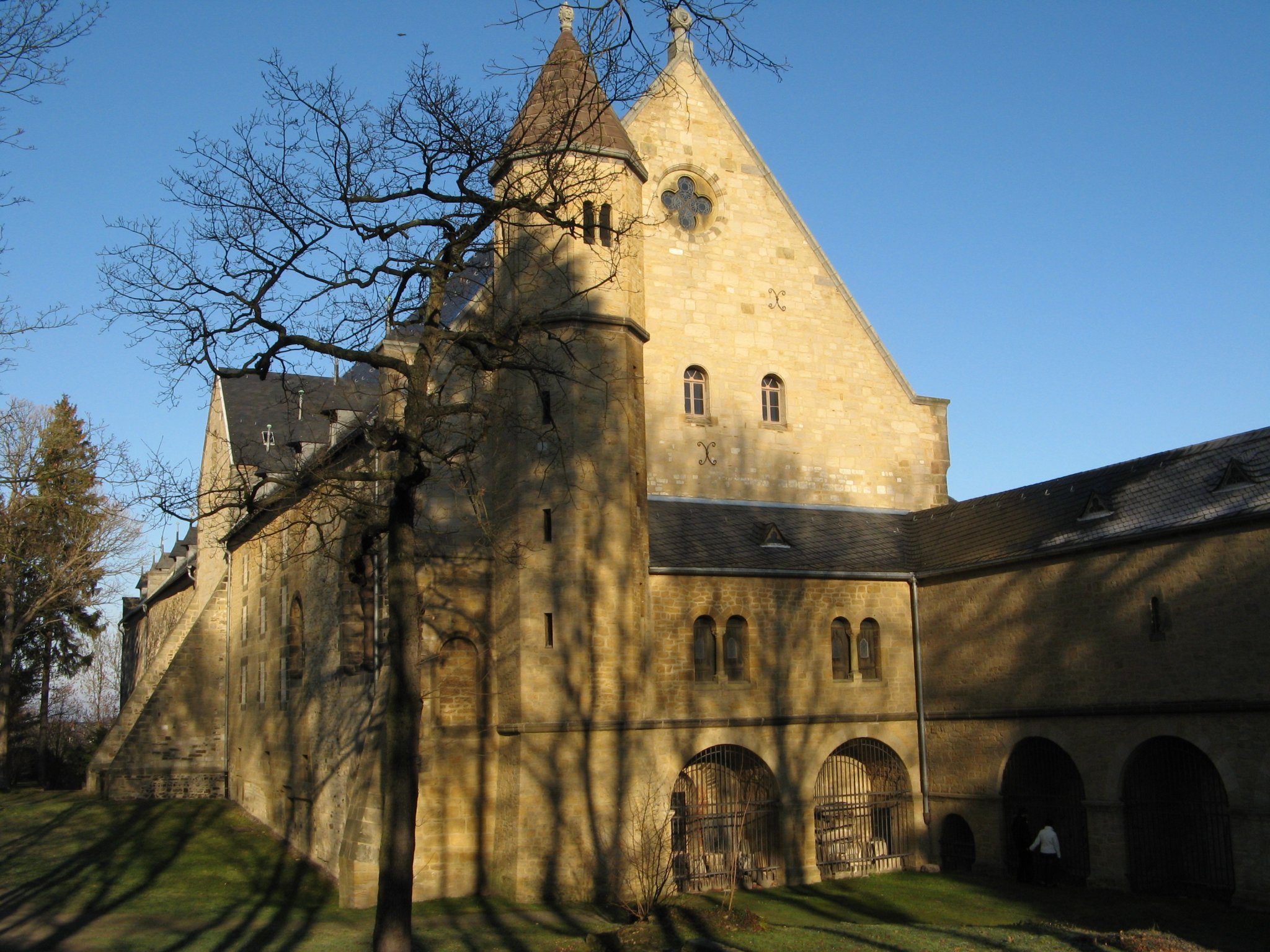
خلفية قصر كايسرفالز
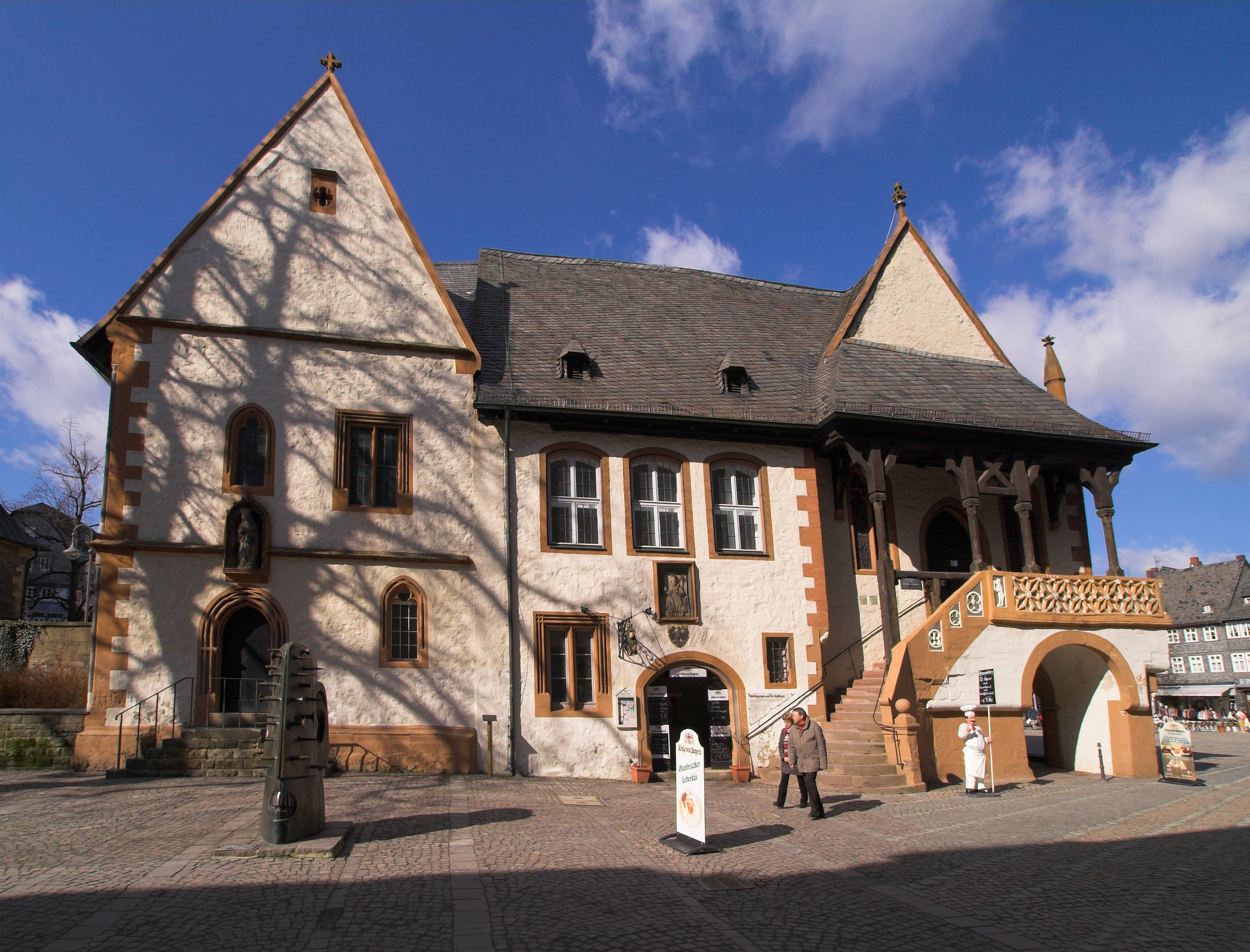
بيت العمدة
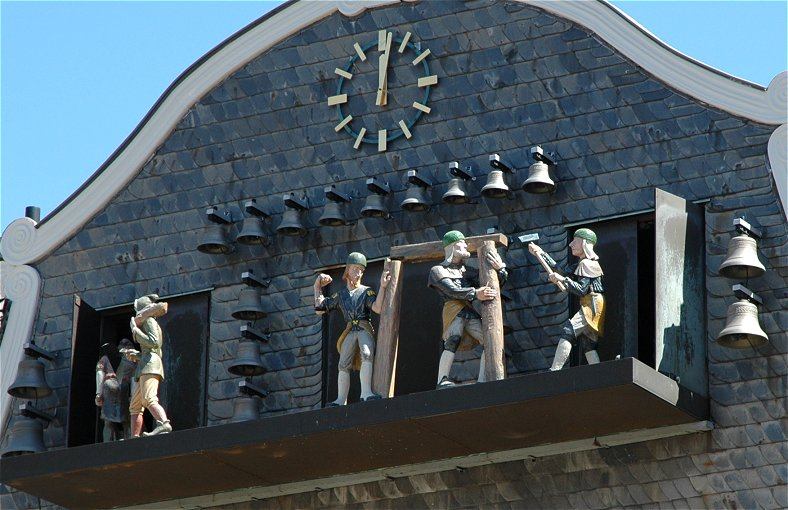
رنين الأجراس في ميدان وسط المدينة
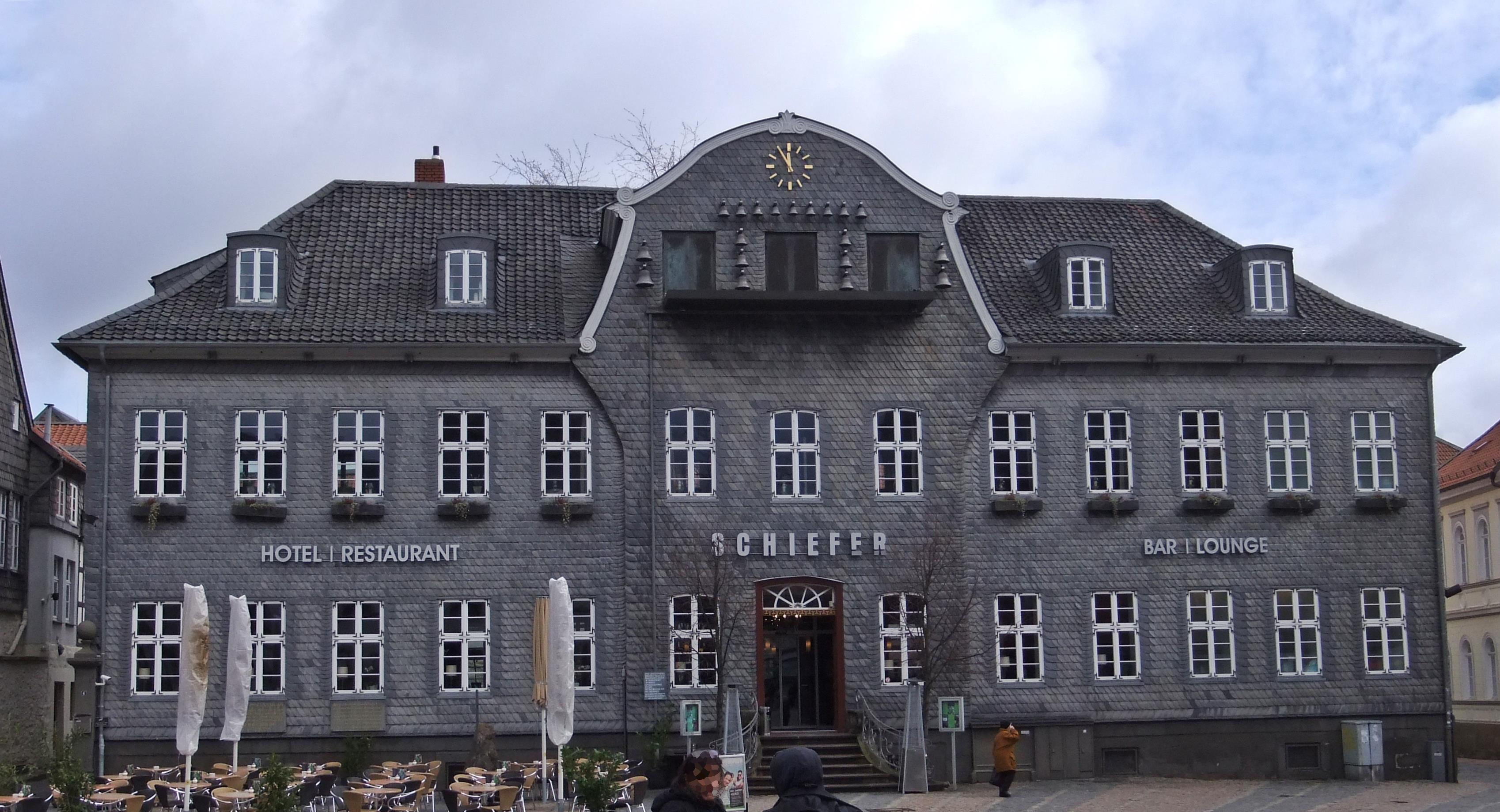
Hotel Schiefer وعرض رنين الأجراس
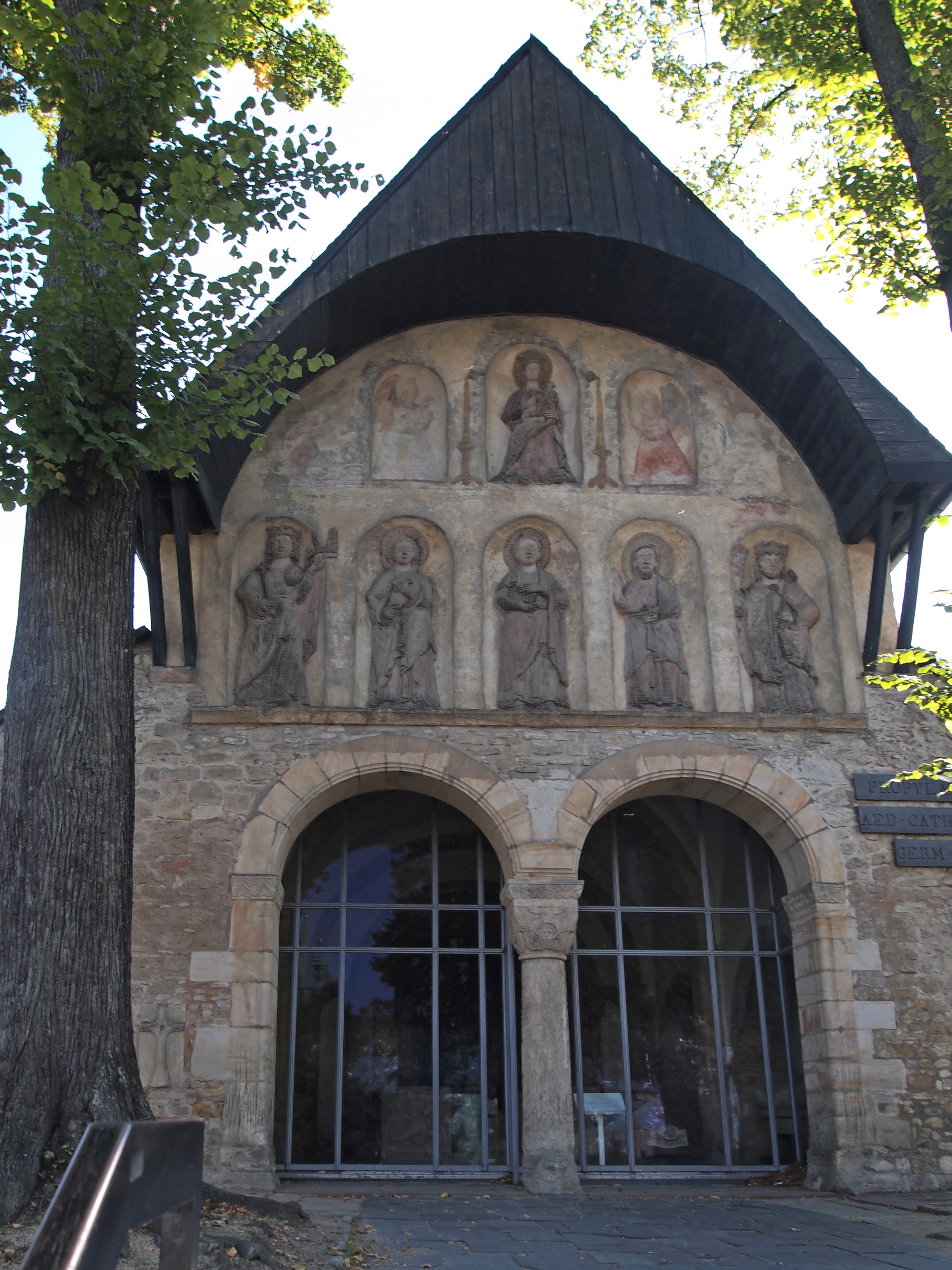
الجزء الأمامي المتبقي من الكنيسة الكبرى
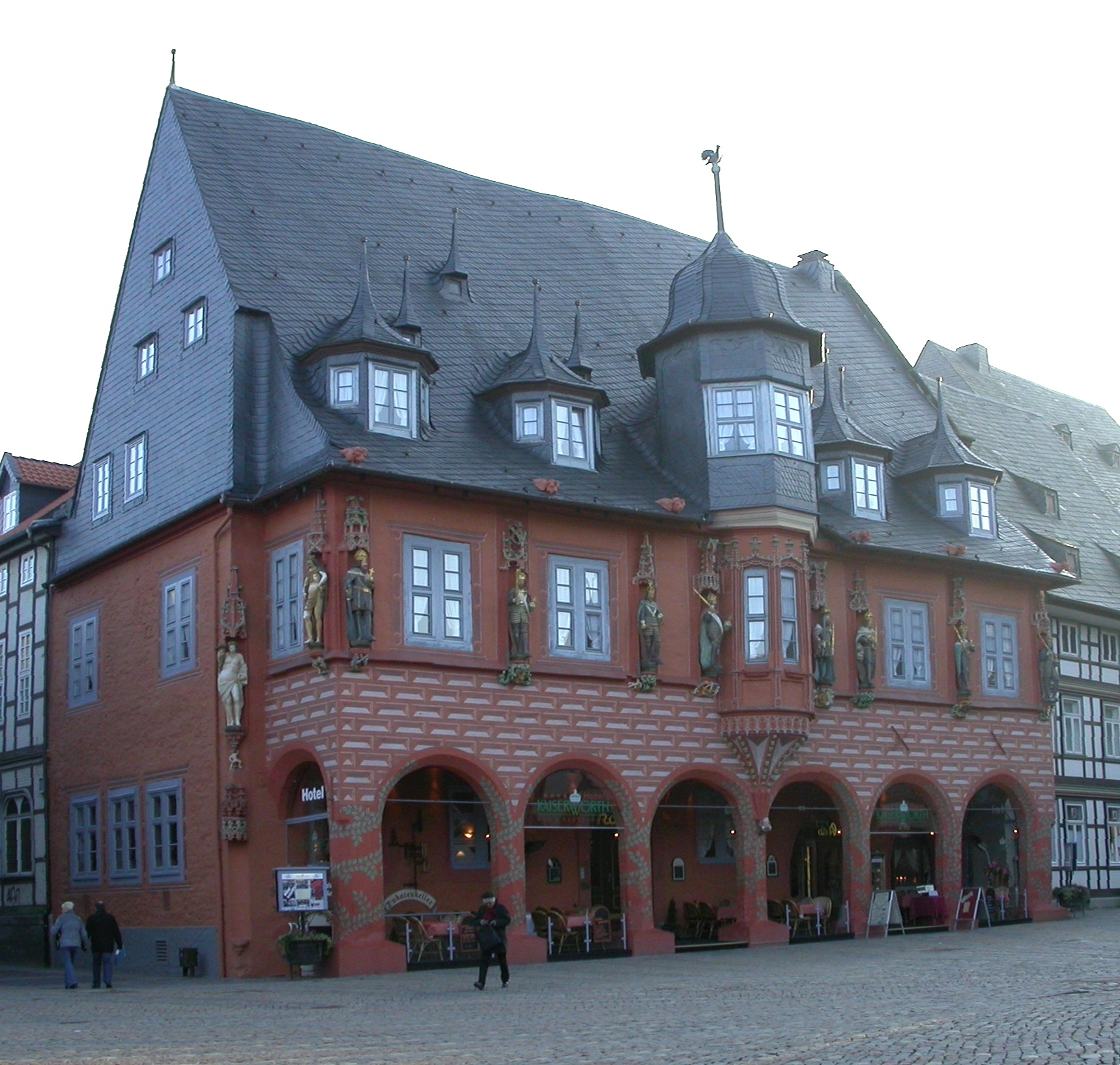
Kaiserworth
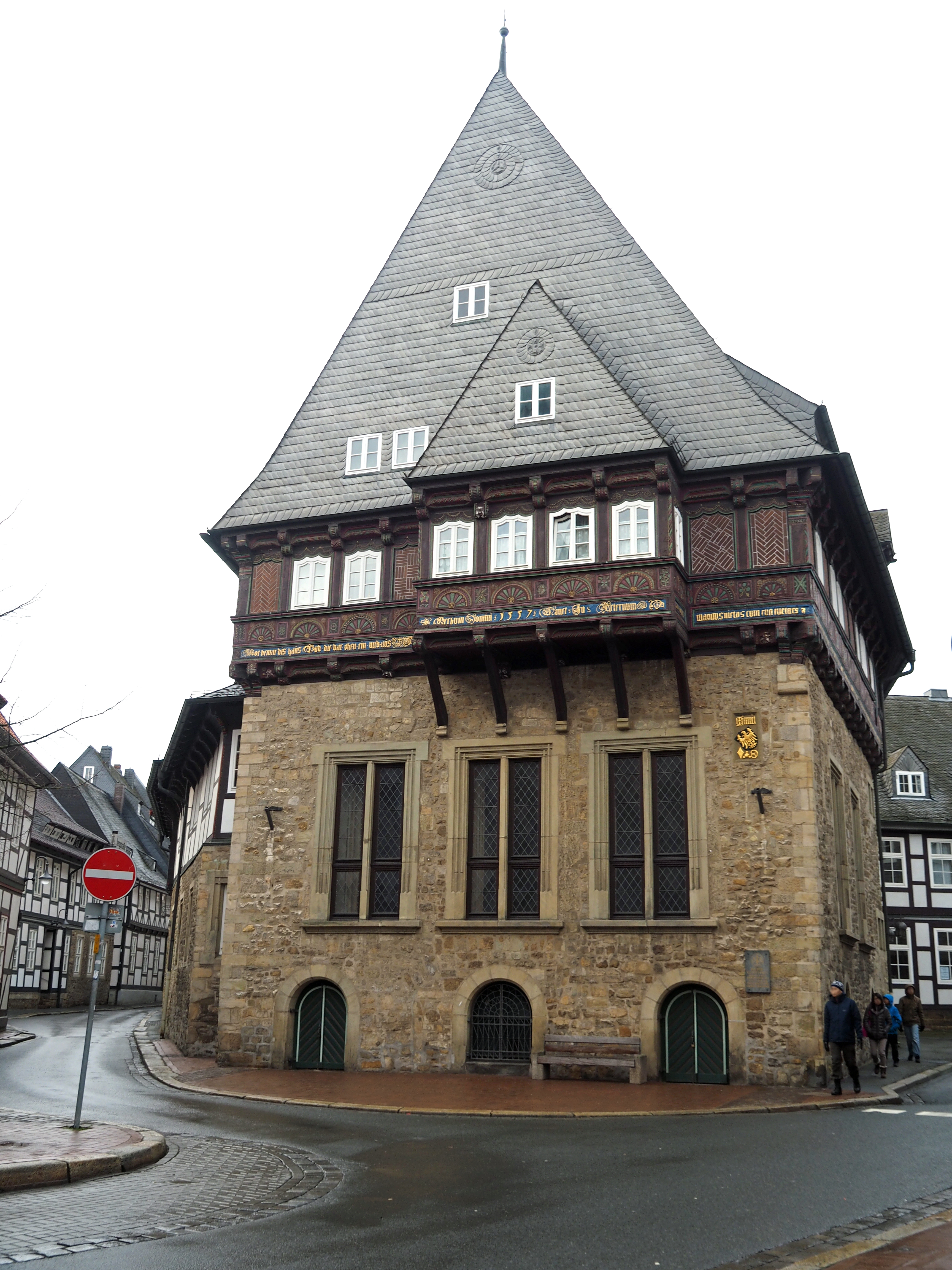
بيت نقابة الخبازين من عام 1501
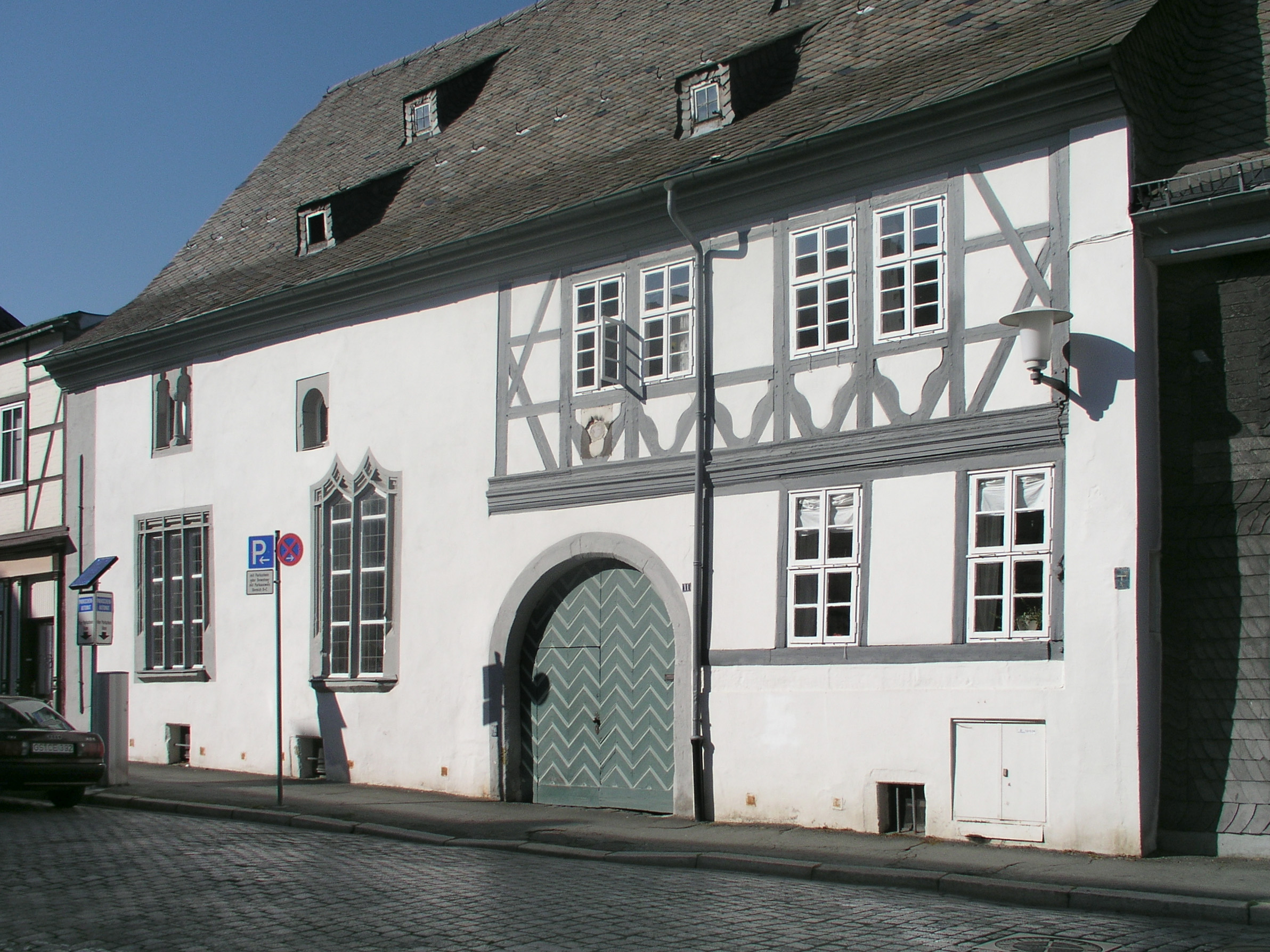
Kemenate Röver
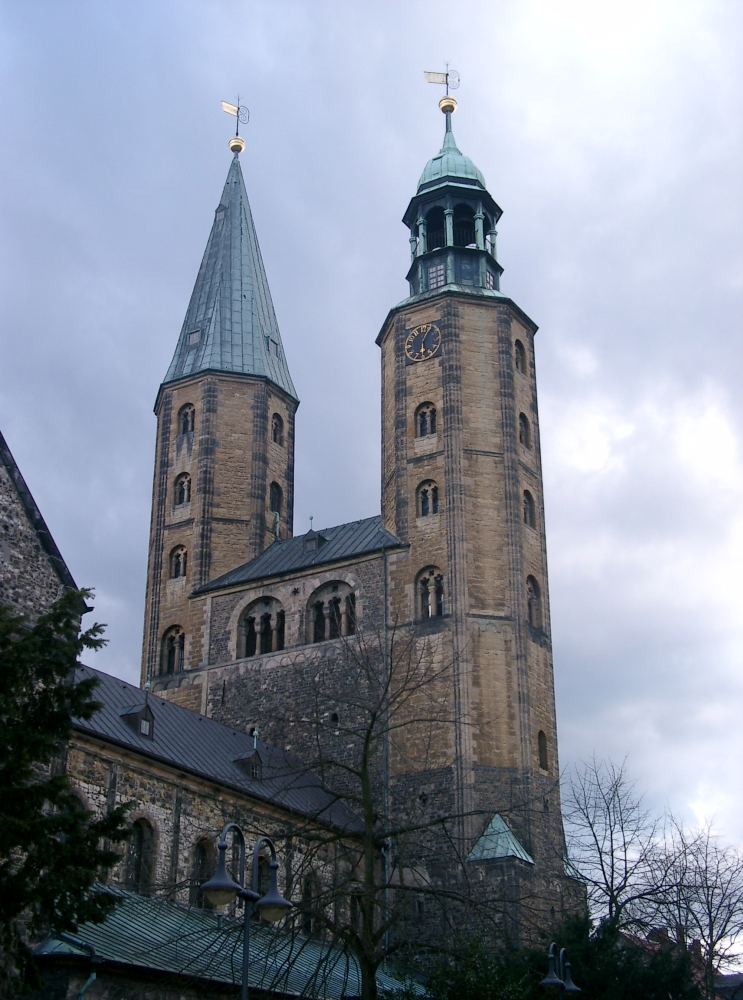
الكنيسة الشهيرة سانت كوسماس وداميان.
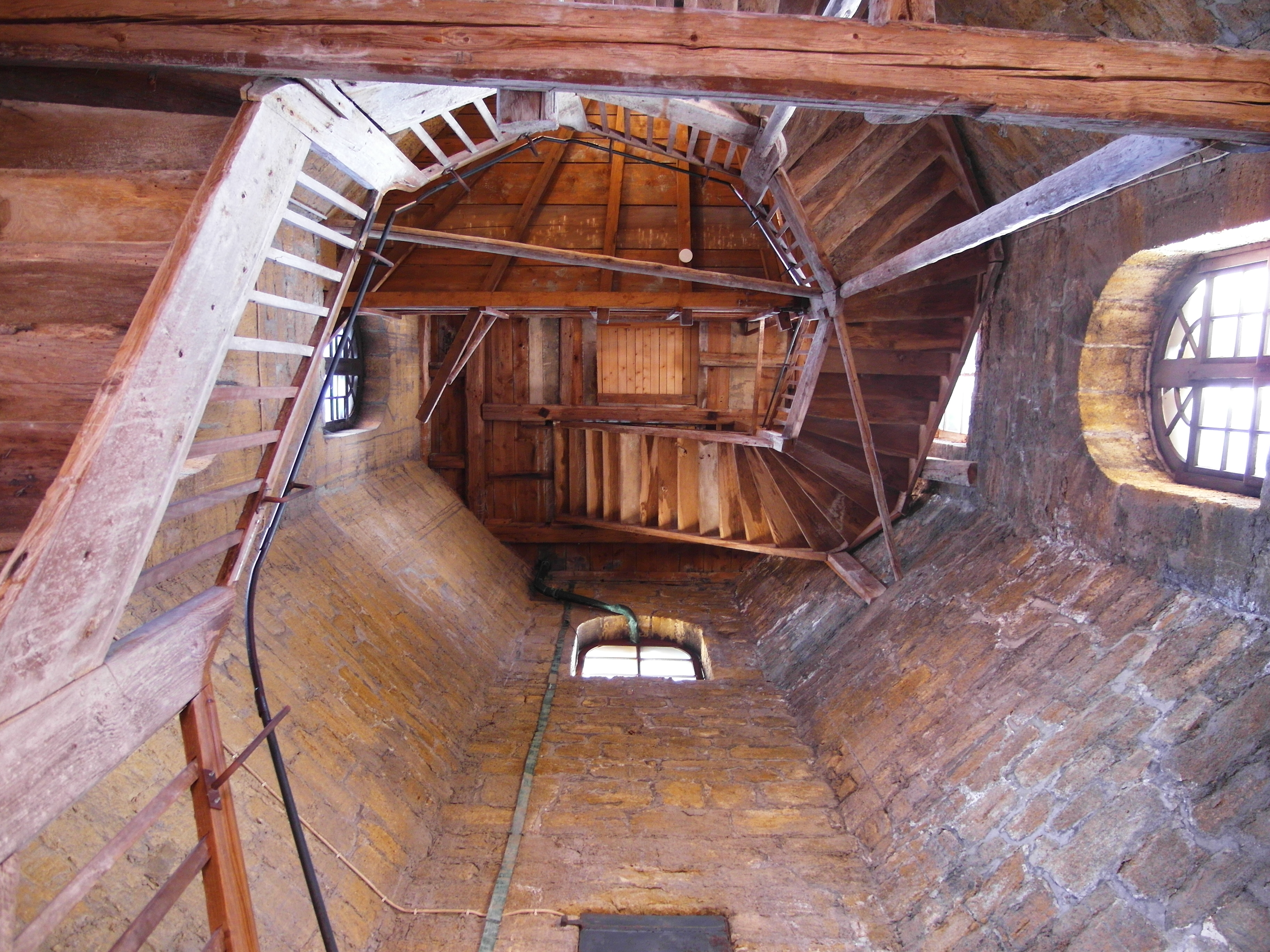
نظرة من داخل برج سانت موسماس وداميان
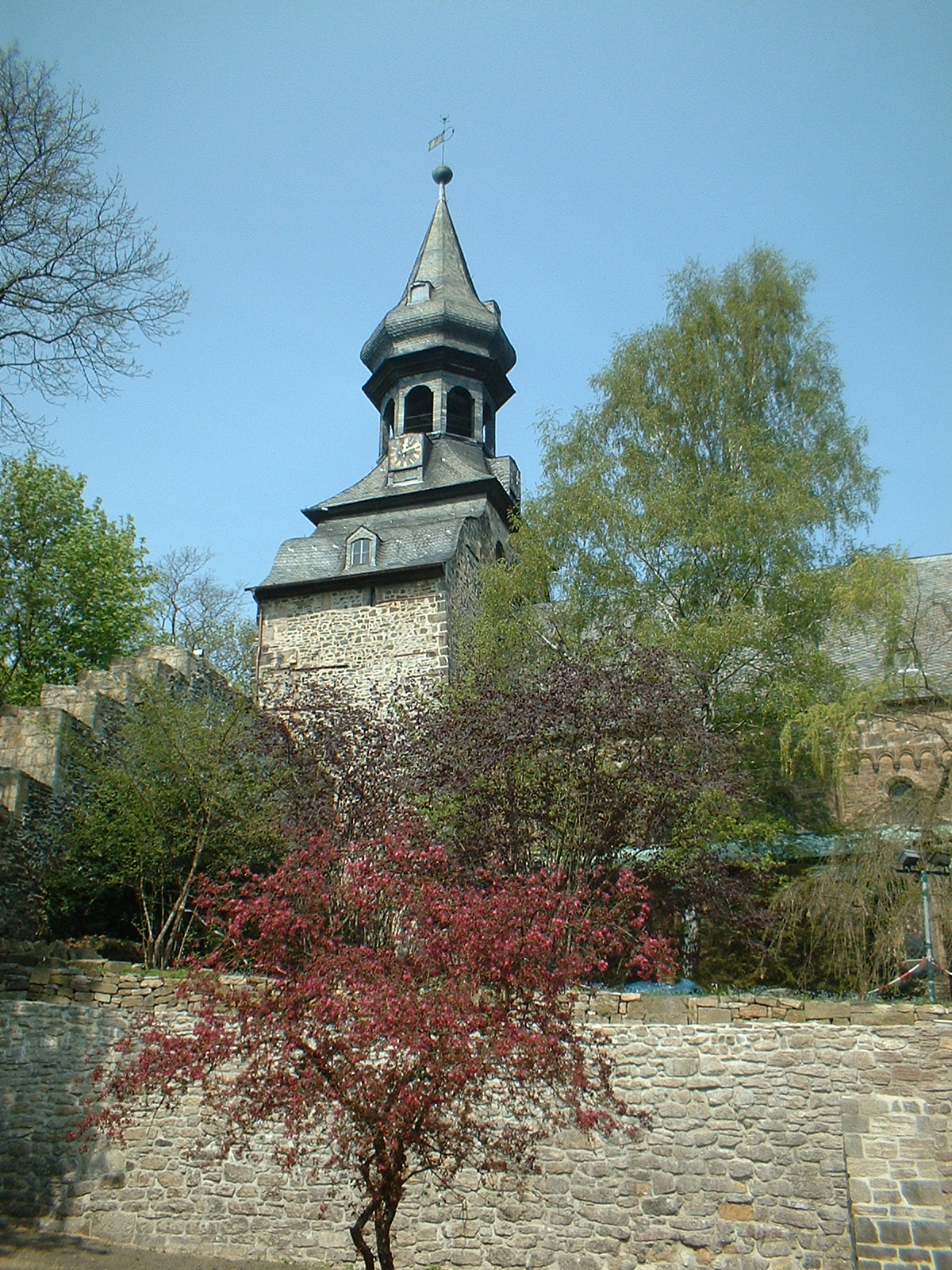
Frankenberger Kirche
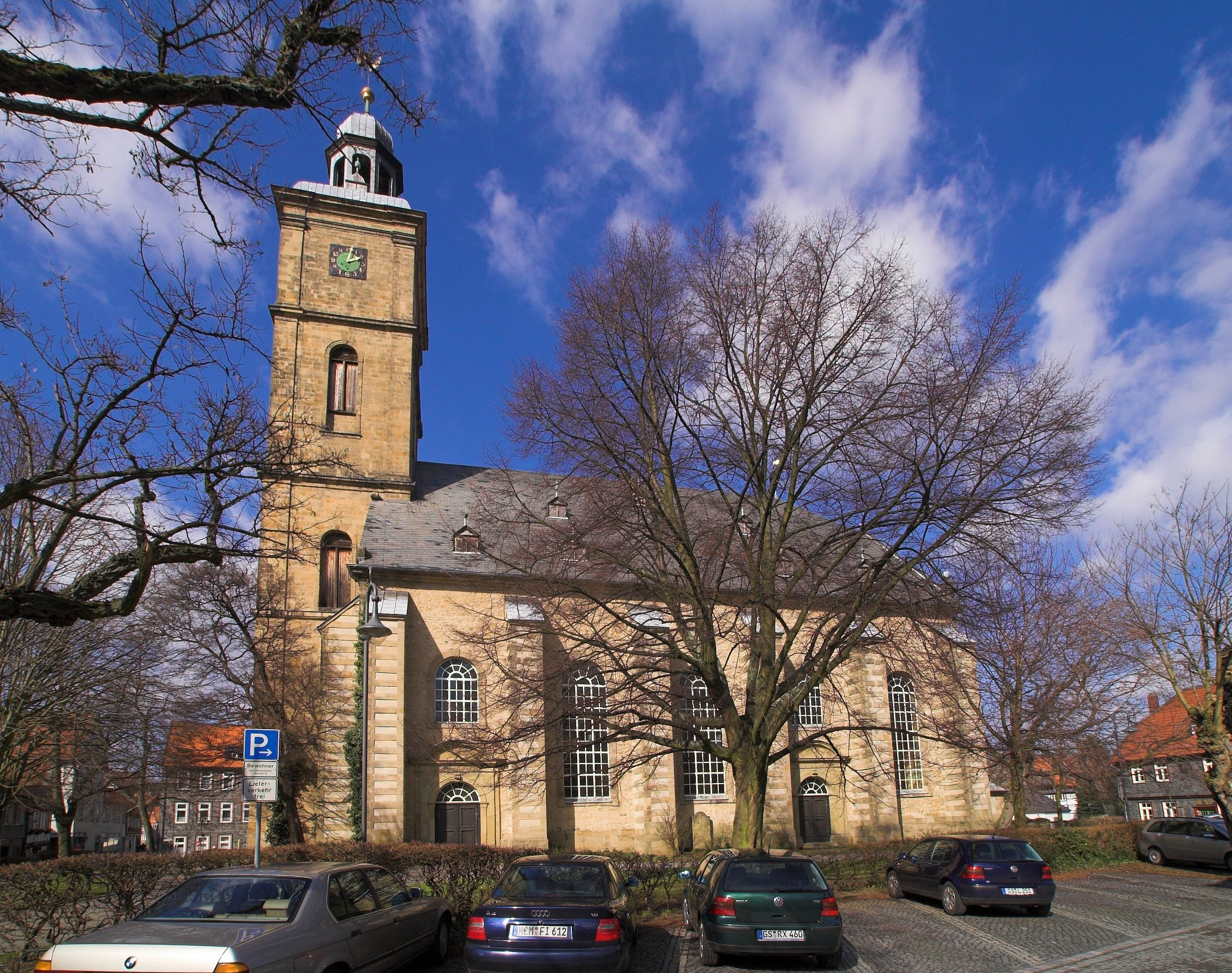
Stephanikirche
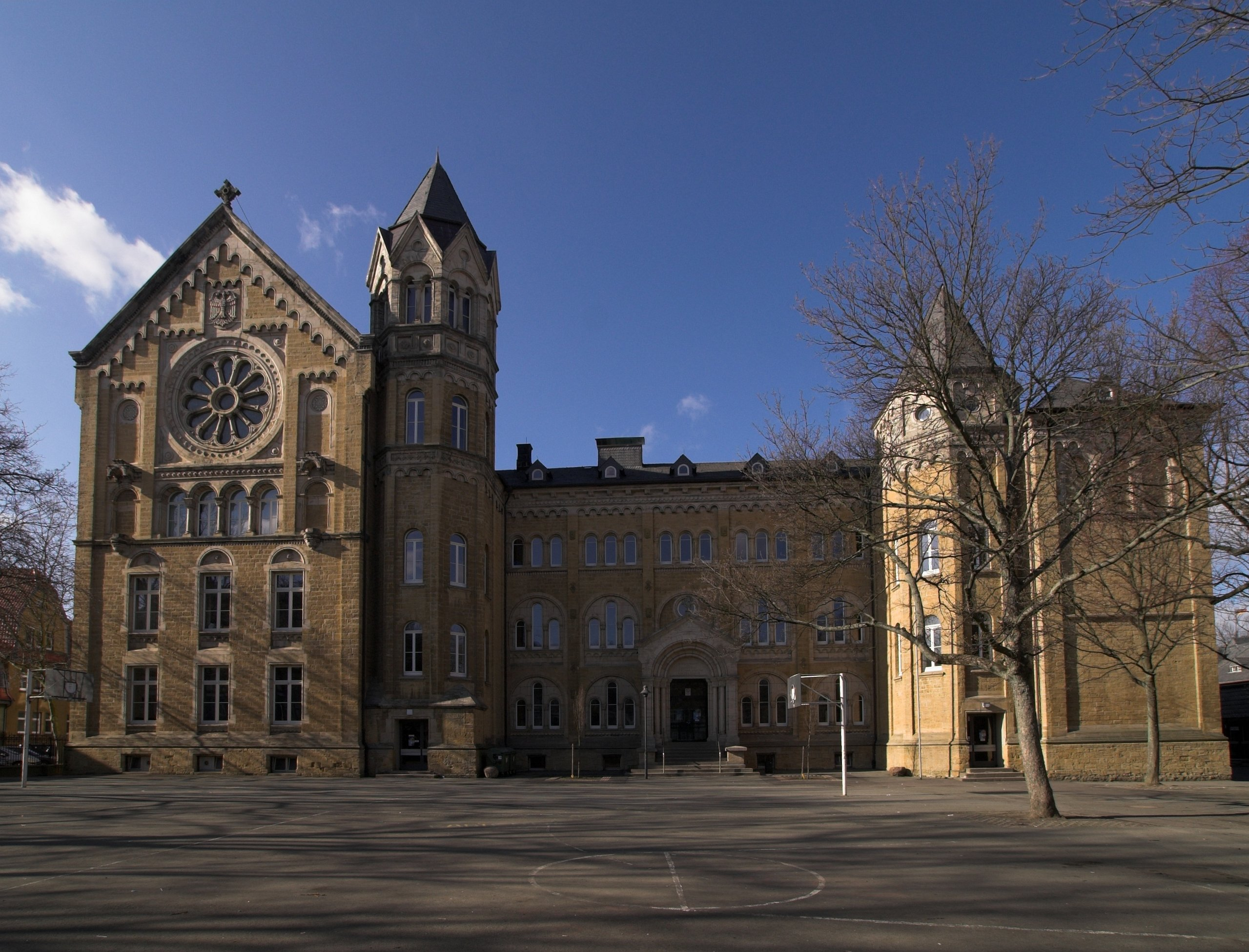
المدرسة الثانوية
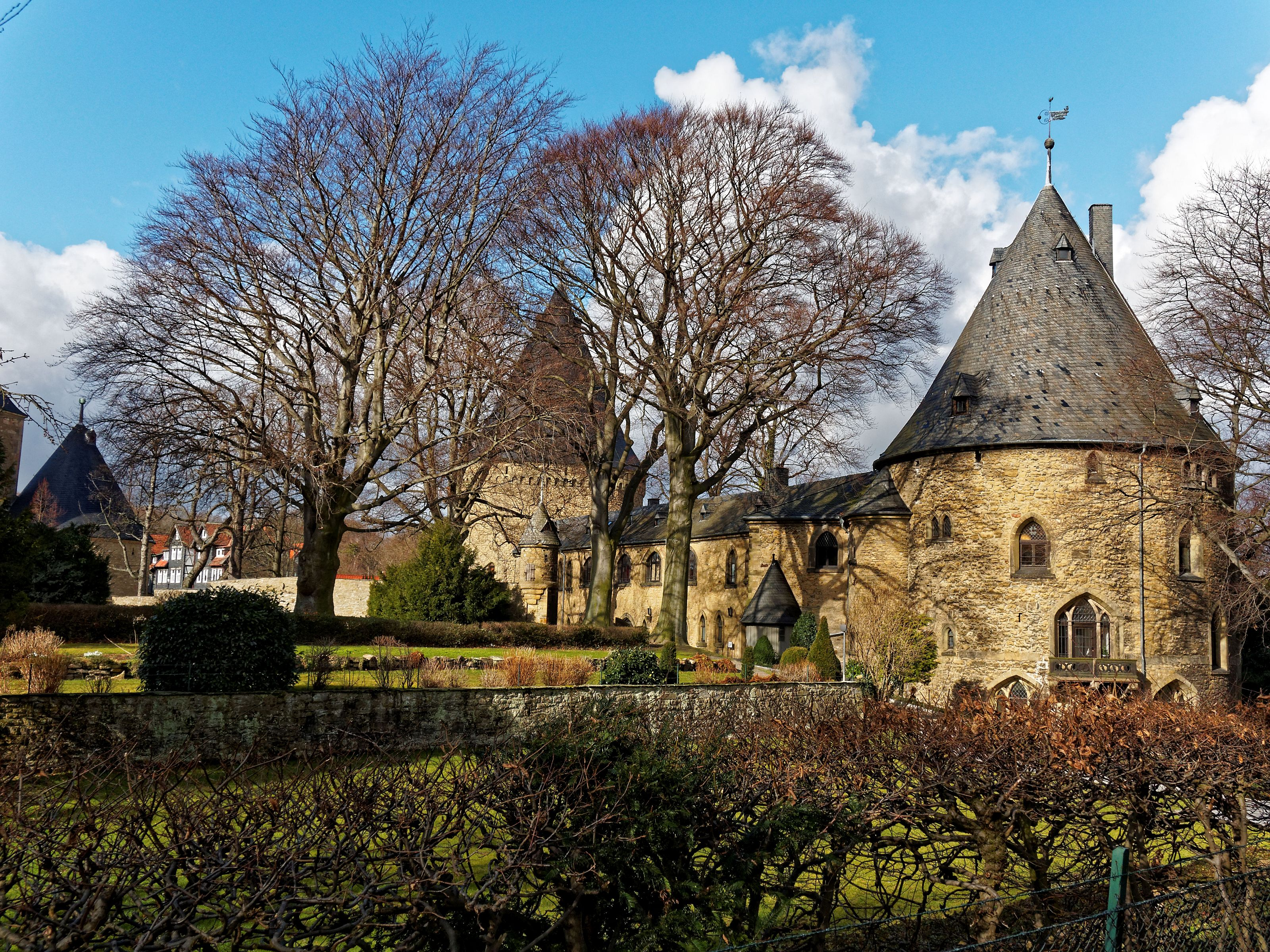
Werderhof
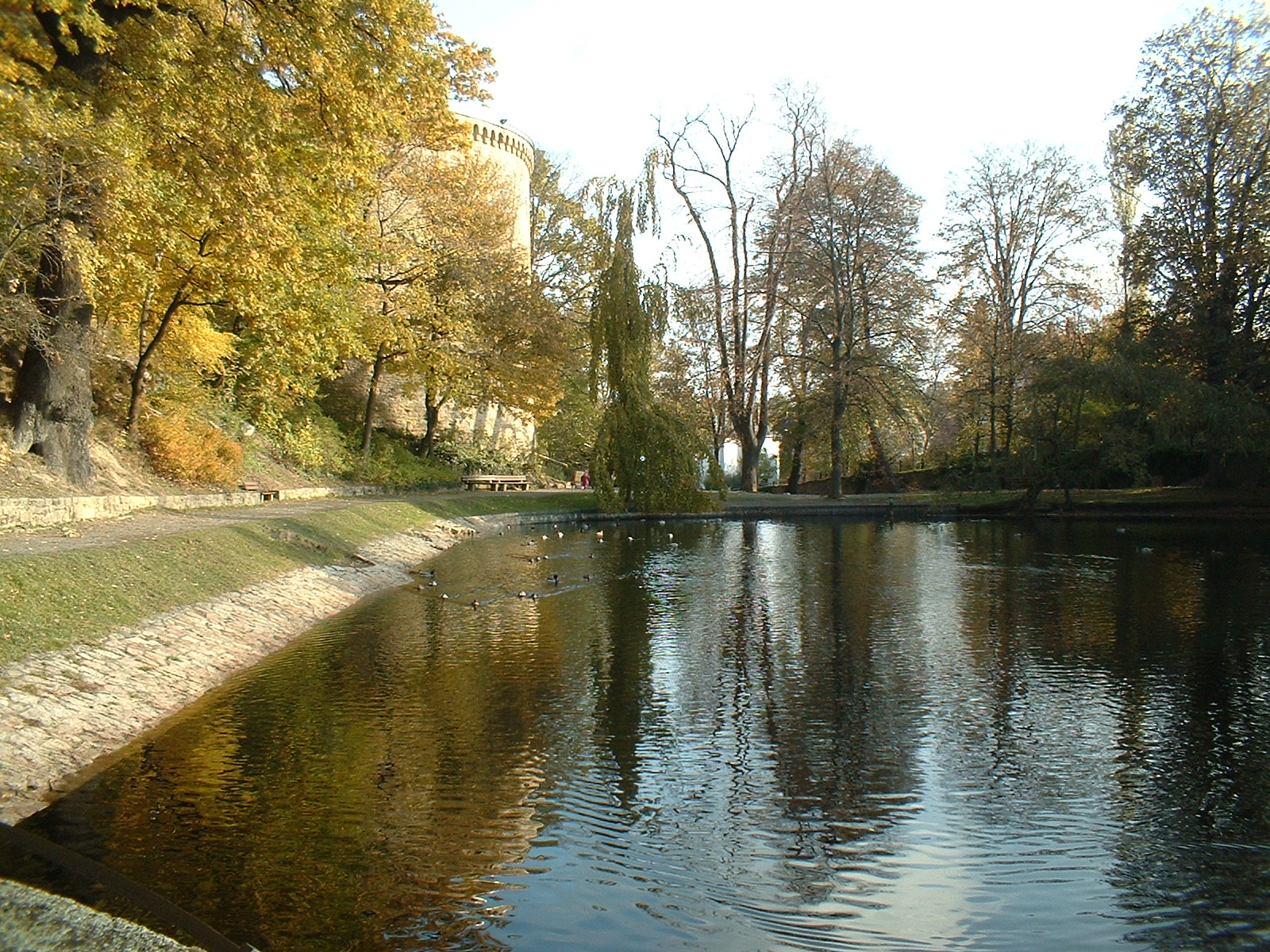
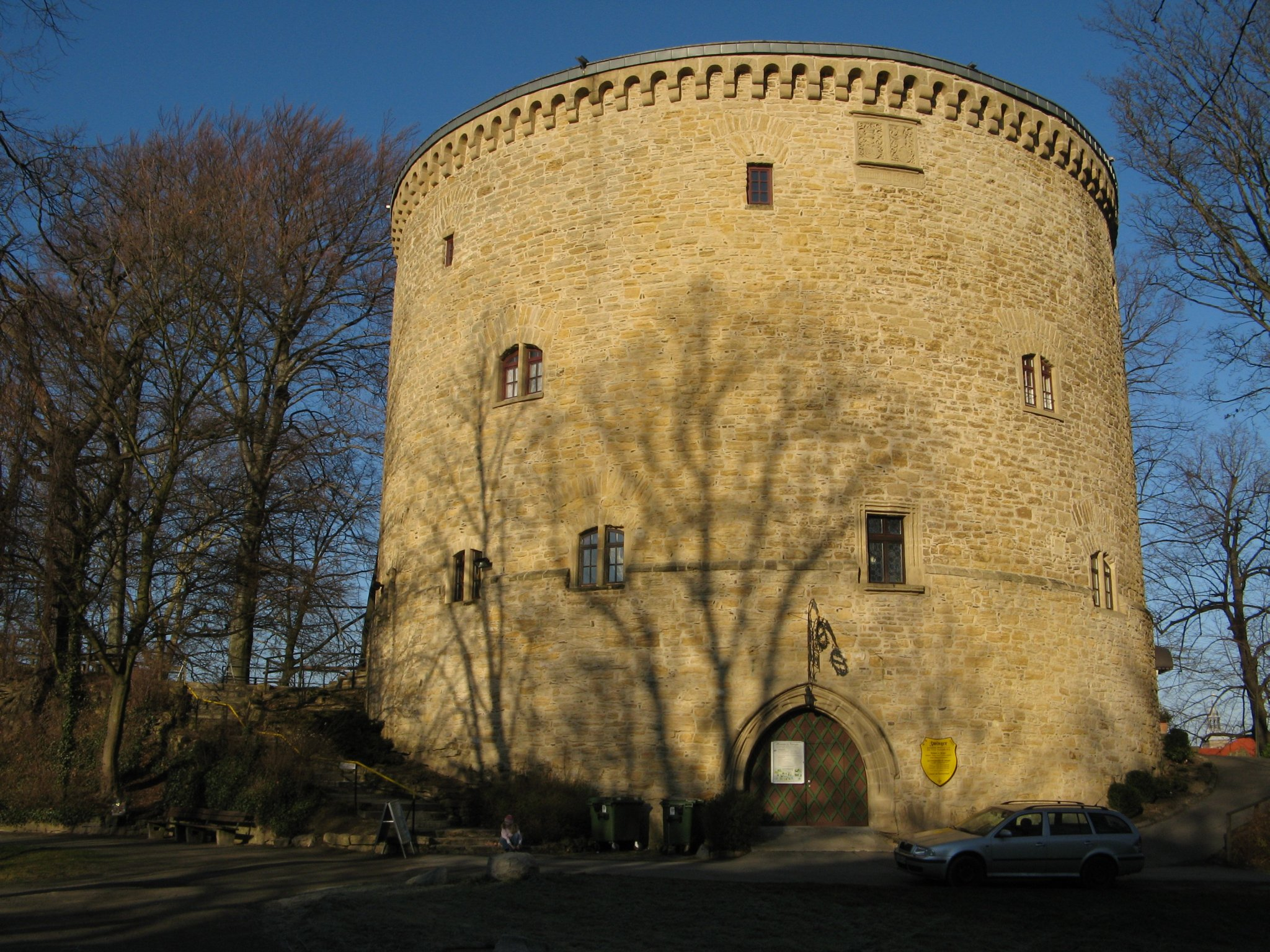

## أعلام
- هرمان ماكس
- مورتيمر فون كيسيل
- هينريتش زيمر
- هاينز جوديريان
- زيغمار غابرييل
- إرنست بيستولا
- جيزيلا من شوابيا
- ألفريد شفارتزمان
- كلاوس ماير
- هنري الرابع
- هيلموت كروس
- ريتشارد والثر دارى
- هرمان هوث

## اقرأ أيضا
- منتزه وطني هارتز

## مدن شقيقة
- فرنسا - أركاشون
- جمهورية التشيك - بيرون
- بولندا - برزيغ
- إسرائيل - رعنانا
- المملكة المتحدة - وندسور أند مايدنهيد